# Août 1835

## Événements
- 4 août, France : le gouvernement dépose trois projets de lois d'exception, concernant la presse, les jurys d'assises et le déroulement des procès pour rébellion; ces lois seront adoptées et promulguées en septembre.
- 13 août, France : arrêt de la Cour des pairs concernant les condamnés de Lyon (72 condamnations).
- 30 août : fondation de la ville de Melbourne en Australie.

## Naissances
- 23 août : Jules Bara, homme politique belge († 26 juin 1900).
- 25 août : Susan Hallowell, botaniste américaine († 15 décembre 1911).

## Décès
- 5 août : Leopoldo Nobili (° 1787), physicien italien.
- 13 août : Samuel William Reynolds, peintre et graveur britannique (° 4 juillet 1773).
- 18 août :
  - Jacques-Antoine Dulaure (né en 1755), archéologue et historien français.
  - Friedrich Stromeyer (né en 1776), chimiste allemand.
- 20 août : Louis-Antoine Beaunier (né en 1779), ingénieur des mines français.